# George Ford
Pour les articles homonymes, voir Ford (homonymie).

a Compétitions nationales et continentales officielles uniquement.

b Matchs officiels uniquement.
Dernière mise à jour le 21 juin 2025.
George Thomas Ford, né le 16 mars 1993 à Oldham (Angleterre), est un joueur international anglais de rugby à XV évoluant au poste de demi d'ouverture (1,75 m pour 87 kg). Il joue en Premiership au sein du club de Sale depuis 2022, ainsi qu'en équipe d'Angleterre depuis 2014.

## Biographie

### Jeunesse et formation
George Ford naît dans le Nord-Ouest de l'Angleterre à Oldham (Comté du Grand Manchester). Il est le premier fils de Mike Ford, ancien international anglais et britannique de rugby à XIII, qui a également entraîné le Rugby club toulonnais. Son frère, Joe Ford, est également joueur professionnel de rugby à XV au poste de demi d'ouverture et a notamment joué à Leicester de 2017 à 2019.
Joueur talentueux et précoce, formé au rugby à XIII de l'âge de cinq ans à l'âge de onze ans dans les académies des Warriors de Wigan et des Bulls de Bradford, George Ford joue pour l'équipe d'Angleterre des moins de 18 ans à l'âge de quinze ans,. Il devient ensuite le capitaine de l'équipe en 2009-2010 avant de passer chez les moins de 20 ans où il débute tous les matchs du Grand Chelem lors du Tournoi des Six Nations des moins de 20 ans 2011, marquant 81 points. Ford participe ensuite au Championnat du monde junior où il atteint la finale en 2011. Les Anglais sont cependant battus 33 à 22 en finale par la Nouvelle-Zélande.

### Début avec les Leicester Tigers (2009-2013)
Le 8 novembre 2009, à l'occasion d'un match de Coupe anglo-galloise de la saison 2009-2010 contre Leeds Carnegie, il devient le plus jeune joueur à faire ses débuts professionnels en Angleterre. Il n'est alors âgé que de 16 ans et 237 jours. Lors de cette première rencontre, il est opposé à son frère Joe Ford (en). Il s'agit de son seul match de la saison. En décembre 2009, il est nommé par la BBC pour le titre de Meilleur jeune sportif de l'année.
La saison suivante en 2010-2011, il joue trois matchs de Coupe anglo-galloise et fait ses débuts en Premiership le 27 novembre 2010 face à Newcastle, lorsqu'il entre en jeu en cours de partie. Durant la suite de la saison, son club atteint la finale du championnat qu'il perd après avoir été battu 22-18 par les Saracens. Bien qu'il ne dispute pas cette rencontre, George Ford remporte le premier titre de sa carrière.
Deuxième dans la hiérarchie des ouvreurs à Leicester derrière Toby Flood et à la recherche de temps de jeu supplémentaire, il décide de signer à Bath à partir de la saison 2013-2014,. Il y remplace Olly Barkley parti au Racing Métro.

### Confirmation avec Bath et premiers pas en équipe nationale
À l'issue de la saison 2014-2015, il est désigné joueur de la saison en Premiership et fait logiquement partie de l'équipe type de cette édition du championnat.

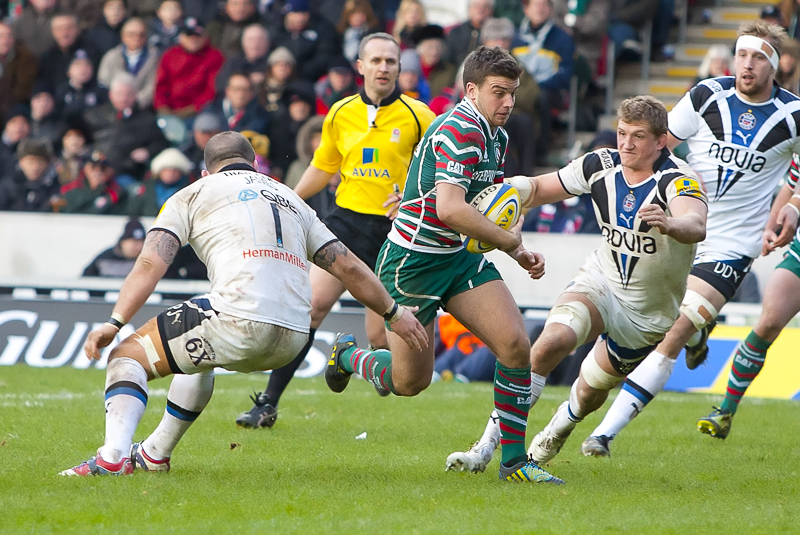
George Ford avec les Leicester Tigers contre ses futurs coéquipiers de Bath.

Ford s'impose rapidement comme titulaire dans son nouveau club . Il est alors récompensé de son travail et obtient sa première cape internationale le 9 mars 2014 à l’occasion d’un match du Tournoi des Six Nations contre le pays de Galles. Ses qualités de meneur de jeu, sa vision et surtout sa créativité font de lui un grand espoir au poste de demi d'ouverture en Angleterre. Il entre rapidement en concurrence avec Owen Farrell, autre grand espoir du rugby anglais. En effet le sélectionneur Stuart Lancaster préfère écarter Toby Flood, expérimenté ouvreur et ancien coéquipier de Ford, au profit des deux jeunes joueurs prometteurs. Ce dernier n'étant donc plus sélectionné en équipe d'Angleterre, il choisit de s'exiler en France. Owen Farrell étant blessé, George Ford joue l'intégralité du Tournoi des Six Nations 2015 où il réalise de très bonnes performances. Il est ensuite sélectionné pour à la Coupe du monde 2015 en Angleterre qu'il débute comme titulaire lors du match d'ouverture face aux Fidji.

### Retour à Leicester (2017-2022)
Le 14 février 2017, Leicester annonce qu'il fera son retour au club à partir de saison 2017-2018.
En juillet 2019, il est sélectionné en équipe nationale pour préparer la Coupe du monde 2019.
En 2020-2021, il est titulaire et marque sept points pour la finale du Challenge européen opposant les Tigers à Montpellier. Les Français l'emportent sur le score de 17-18,.
Durant la saison 2021-2022, Leicester est éliminé en quarts de finale de la Coupe d'Europe par les Irlandais du Leinster. Cependant en championnat, le club se qualifie jusqu'en finale où il affronte les Saracens. Pour cette rencontre, Ellis Genge est titulaire en première ligne aux côtés de Julián Montoya et Dan Cole. Son équipe s'impose en toute fin de match grâce à un drop de Freddie Burns. En parallèle, alors qu'il est l'un des cadres de la sélection anglaise, il n'est pas sélectionné par Eddie Jones pour le Tournoi des Six Nations 2022. En effet, le sélectionneur a décidé de se passer de plusieurs joueurs importants de l'équipe comme les frères Billy et Mako Vunipola par exemple. Quant à George Ford, le prometteur Marcus Smith lui est préféré. Finalement, il fait son retour dans l'équipe quelques jours après cette annonce ; il remplace Owen Farrell blessé.

### Sale Sharks (depuis 2022)
En fin de contrat à Leicester où il n'a pas prolongé, il est courtisé par Montpellier mais préfère rester dans son pays et rejoint les Sale Sharks à partir de la saison 2022-2023, où il remplace l'Américain AJ MacGinty parti à Bristol. Blessé au tendon d'Achille, il est opéré et manque toute la première partie de saison. Il fait son retour sur les terrains et joue son premier match avec sa nouvelle équipe début février 2023, lors d'un match de Coupe d'Angleterre contre Bristol. Il est titulaire mais les siens sont battus 43-19. Ensuite, les Sharks sont éliminés dès les huitièmes de finale de Challenge Cup par Cardiff. Cependant, en championnat, l'équipe se qualifie jusqu'en finale, notamment grâce à un très bon match en demi-finale de Ford qui marque plus de la moitié des points de son club et permet aux siens d'éliminer Leicester. En finale, contre les Saracens, George Ford est titulaire à l'ouverture, marque dix points, mais ce n'est pas suffisant pour permettre à son équipe de l'emporter. Sale est battu 35 à 25.
À l'issue de cette saison, fin juin 2023, il est sélectionné avec le XV de la Rose par Steve Borthwick dans un groupe de 41 joueurs pour les matchs de préparation à la Coupe du monde 2023, alors qu'il n'a plus joué en sélection depuis plus d'un an, barré par la concurrence de Marcus Smith et Owen Farrell,. Quelques semaines plus tard, il est retenu dans le groupe final pour participer au Mondial,. Il est titularisé lors de trois des quatre matchs de poule qu'il joue, où l'Angleterre termine en première position. Il est ensuite sur le banc des remplaçants mais n'entre pas en jeu durant le quart de finale remporté 30 à 24 contre les Fidji, et entre en cours de partie au cours de la demi-finale perdue d'un point (15-16) face à l'Afrique du Sud,. Il termine sa Coupe du monde en entrant en jeu lors du match pour la troisième place que son équipe remporte 26 à 23 contre l'Argentine. Les Anglais terminent ainsi troisième de ce Mondial, après avoir perdu en finale quatre ans plus tôt contre cette même équipe sud-africaine.
Il est ensuite sélectionné pour le Tournoi des Six Nations 2024.

## Statistiques en équipe nationale
- 98 sélections (68 fois titulaire, 30 fois remplaçant)
- 414 points (10 essais, 68 transformations, 70 pénalités, 6 drops)
- Tournois des Six Nations disputés : 2014, 2015, 2016, 2017, 2018, 2019, 2020, 2021 et 2022 , 2024

En Coupe du monde :
- 2015 : 4 sélections (Fidji, pays de Galles, Australie, Uruguay)
- 2019 : 6 sélections (Tonga, États-Unis, Argentine, Australie, Nouvelle-Zélande, Afrique du Sud)
- 2023 : 6 sélections (Argentine, Japon, Chili, Samoa, Afrique du Sud, Argentine)

## Palmarès

### En club
- Leicester Tigers
  - Vainqueur de la Coupe anglo-galloise en 2012
  - Finaliste du Championnat d'Angleterre en 2011 et 2012
  - Vainqueur du Championnat d'Angleterre en 2013 et 2022
- Bath
  - Finaliste du Championnat d'Angleterre en 2015
- Sale Sharks
  - Finaliste du Championnat d'Angleterre en 2023

### En équipe nationale
- Angleterre
  - Vainqueur de la Triple Couronne en 2014, 2016 et 2020
  - Vainqueur du Tournoi des Six Nations en 2016, 2017 et 2020
  - Vainqueur de la Coupe d'automne des nations en 2020
  - Troisième de la Coupe du monde en 2023

### Distinctions personnelles
- Plus jeune joueur à avoir disputé un match professionnel en Angleterre à l'âge de 16 ans et 237 jours en 2009.
- IRB Junior Player of the Year en 2011.
- Meilleur réalisateur du Championnat d'Angleterre en 2014 (250 points), 2019 (219 points) et 2022 (220 points).
- Joueur de la saison du Championnat d'Angleterre en 2015[39].
- Membre de l'équipe type du Championnat d'Angleterre en 2015 et 2025.
- Meilleur réalisateur du Tournoi des Six Nations en 2015 (75 points).
- Élu Joueur du mois en Championnat d'Angleterre en avril 2025.